# 아디다스 F50

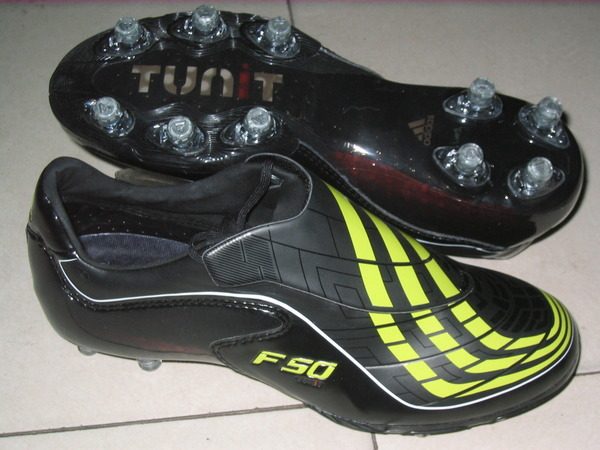
F50.9 TUNIT

아디다스 F50(Adidas F50)은 아디다스 축구화중 경량화에 비중을 둔 축구화로, 나이키의 머큐리얼 베이퍼, 푸마의 에보스피드의 경쟁작으로서 UEFA 유로 2004에 처음 출시되었다. F50의 의미는 아디다스의 혁신적인 스터드(스터드의 교체가 가능)를 사용하여 서독 국가대표팀이 월드컵 우승을 한 1954년으로부터 50년, 다시 한번 아디다스 축구화의 도약을 위한다는 것이다.
2016년부터 사용하고 있는 아디다스 엑스(X)시리즈의 시초라고 볼 수 있다.